# Río Negro (Uruguai)
El Río Negro (en català: Riu Negre) és un riu de l'Uruguai. És el curs fluvial més important de l'interior del país, amb una longitud de 750 quilòmetres i una superfície aproximada de 70.714 km². Neix al sud del Brasil, a la conca del riu Ibicuí (Nudo de Santa Tecla), afluent del riu Uruguai.
Travessa l'Uruguai d'est a oest, dividint el país entre nord i sud. És el límit natural d'alguns departaments uruguaians: Cerro Largo, Rivera, Tacuarembó, Durazno, Soriano i Río Negro, el qual rep el seu nom d'aquest riu. El punt més septentrional del Río Negro en territori uruguaià és la cuchilla d'Haedo, mentre que el punt més austral és la Cuchilla Grande (a l'Uruguai, una cuchilla és una cadena de turons). Entre les principals poblacions travessades pel Río Negro es troben Mercedes, la capital de Soriano; Paso de los Toros, a Tacuarembó; i San Gregorio de Polanco.